# SegSAR
O SegSar é um segmentador para imagens de radar e ópticas, que faz uso de técnicas de crescimento e agrupamento de regiões, detecção de bordas, teste de homogeneidade e teste de área mínima, integradas numa estrutura de compressão piramidal. Assim, o segmentador SegSAR apresenta-se como uma inovação no processo de segmentação por integrar técnicas tradicionais de segmentação.
O segmentador SegSAR é hierárquico, multi-nível e multi-modelo e trabalha com imagens em uma banda ou multi-bandas. Uma inovação do SegSAR é a possibilidade de se obter resultados intermediários nos diferentes níveis de compressão do processo de segmentação. O processamento das imagens de radar é feito em intensidade, no entanto as imagens de entrada podem ser em amplitude, intensidade ou dB.
O segmentador trabalha com dois modelos para representar os dados das imagens: o primeiro é o modelo de manchas (cartoon) que é adequado para imagens com regiões homogêneas onde o backscatter é constante, e o segundo é o modelo de textura, o qual é mais indicado para imagens com regiões em que o backscatter não é constante. O modelo de manchas para imagens de radar faz uso das propriedades da distribuição Gama para segmentar as imagens, e usa como critério para determinar a homogeneidade de uma região o coeficiente de variação, o qual é obtido por simulação Monte Carlo sobre amostras com distribuição Gama para diferentes níveis de significância. O modelo de textura para imagens de radar usa como principal critério de segmentação, o coeficiente de variação das regiões, que é comparado com um coeficiente de variação crítico determinado pelo usuário. Para imagens ópticas, o modelo de manchas supõe que a variância é constante para toda a imagem, enquanto que o modelo de textura faz uso da variância das regiões no processo de segmentação. Em ambos os modelos, o teste de homogeneidade é calculado sobre um valor de coeficiente de variação.
O SegSAR foi implementado na linguagem IDL - Interative Data Language e faz uso de algumas ferramentas do ENVI para tornar a interface mais amigável. A avaliação do SegSAR foi realizada usando critérios qualitativos e quantitativos sobre conjuntos de imagens simuladas.